# 류근환
류근환(1928년 11월 24일~2021년 5월 2일)은 대한민국의 정치인이다. 제11·12대 국회의원을 지냈다.

## 역대 선거 결과
|  | 35.6% |

|  | 35.25% |

|  | 33.01% |